# Бейт
Бейт (на арабски: بيت – книжовно: байт, диалектно: бейт, значение: къща, дом) е литературен термин за двустишие – основна строфа в много поетични жанрове на арабската, персийската, тюркската поезия, използващи арабица. Обикновено изразява завършена мисъл.
Двустишието е съставено от 2 полустишия с еднакъв брой срички. Във фолклора на някои източни народи означава четиристишие. Изписват заедно в общ ред, но при превод поради голямата им дължина се оформят в 2 реда.
Римуването му за различните поетически жанрове е различно. Обикновено се римува. Майстори на бейта са Рудаки, Низами, Саади, Алишер Навои и др. Бейтът е съставна част на разни форми на източната поезия: газела, касида, рубаи и др.